# Бруно Гудель
Бруно Гудель  (хорв. Bruno Gudelj, 8 травня 1966) — хорватський гандболіст, олімпійський чемпіон. Ця перемога також принесла йому премію від Національного Олімпійського комітету Хорватії, як гравцю найкращої команди Хорватії року. А за три роки до цього він із збірною Хорватії виграли гандбольні змагання на регіональних змаганнях - Середземноморських іграх.

## Виступи на Олімпіадах
| Олімпіада    | Дисципліна | Місце |
| ------------ | ---------- | ----- |
| Атланта 1996 | гандбол    | 1     |